# Himmelberg
Himmelberg è un comune austriaco di 2 296 abitanti nel distretto di Feldkirchen, in Carinzia. Dal suo territorio originario furono via via scorporate varie località, assegnate ad altri comuni: nel 1865 Mitteregg e Zedlitzdorf a Reichenau, nel 1890 Gurk e Gnesau al nuovo comune di Gnesau, nel 1920 Innerteuchen ad Arriach e nel 1973 una piccola area a Steuerberg.